# توماس تونیسته
توماس تونیسته (انگلیسی: Toomas Tõniste؛ زادهٔ ۲۶ آوریل ۱۹۶۷) یک سیاست‌مدار و قایق‌ران اهل استونی است. 
وی توانسته است در بازی‌های المپیک تابستانی ۱۹۸۸ در قایق‌رانی بادبانی برای کشور شوروی مدال نقره و در بازی‌های المپیک تابستانی ۱۹۹۲ برای کشور استونی مدال برنز کسب کند. تونیسته عضو پارلمان استونی هم بوده است و برادر دوقلو تونو تونیسته می‌باشد.